# The Fifth String
The Fifth String è un cortometraggio muto del 1913.

## Produzione
Il film fu prodotto dalla Selig Polyscope Company.

## Distribuzione
Distribuito dalla General Film Company, il film - un cortometraggio in due bobina - uscì nelle sale cinematografiche statunitensi il 15 settembre 1913.